# Karl Troll (arquitecto)

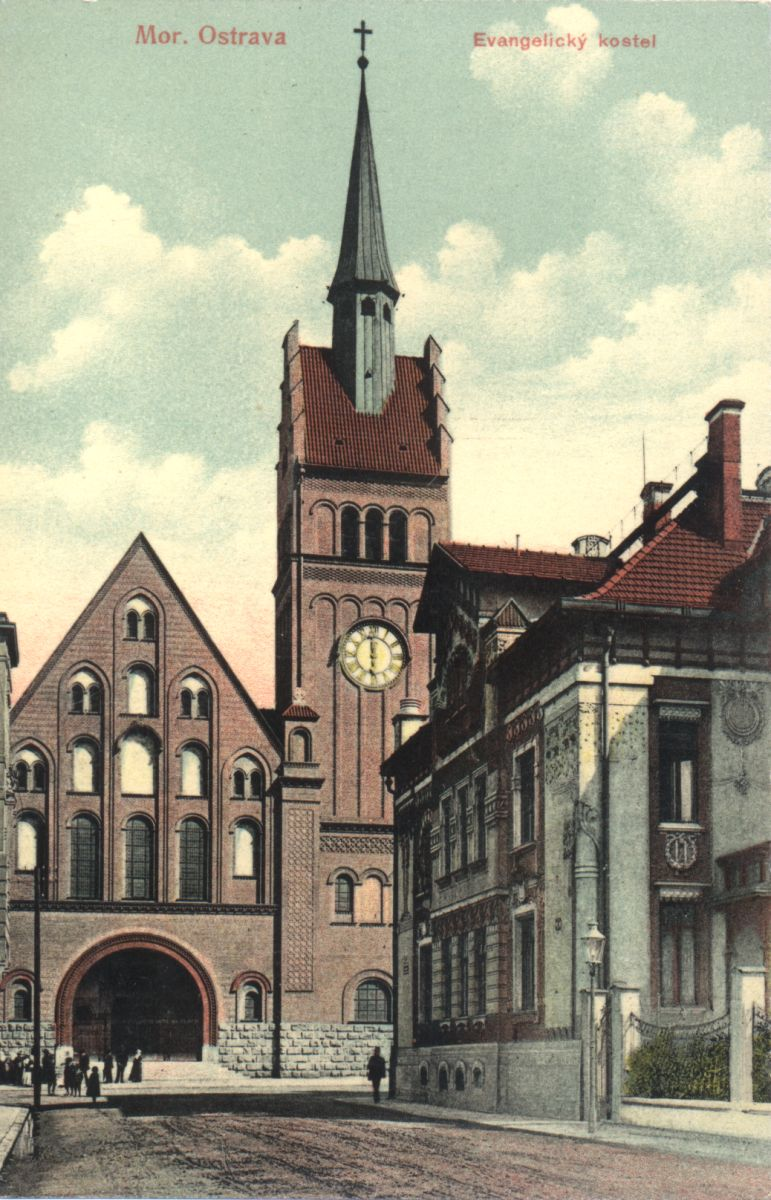
Iglesia evangélica en Moravská Ostrava - imagen histórica.

Karl Troll (Oberwölbling, Baja Austria, 1 de noviembre de 1865 - Viena, 30 de diciembre de 1954) fue un arquitecto austriaco.
Karl Troll era el hijo de un carpintero de un pequeño pueblo en la Baja Austria. Fue enviado a Viena a aprender impresión textil en una escuela vocacional. Durante 1886-89 estudió en la Academia de Bellas Artes de Viena bajo la enseñanza de Friedrich von Schmidt. Como excelente estudiante con interés en las iglesias medievales obtuvo una beca para un viaje de estudios a Alemania e Italia (en torno a 1892).
Durante 1893-1905 trabajó en el bureau de arquitectura de Franz von Neumann. Ganó un premio por su participación en el diseño de la Iglesia de San Antonio en Viena (Distrito 10). Entre sus trabajos independientes estuvieron la escuela municipal en Antonsplatz, Viena 10 (conjuntamente con Anton Rehak en 1902) y la iglesia evangélica en Moravská Ostrava (conjuntamente con Ludwig Faigl en 1905–07).
Después de la muerte de Neumann, Karl Troll y Johann Stoppel, otro miembro del bureau, comenzaron una oficina independiente. Sus mayores proyectos fueron la Iglesia de San Leopoldo en Donaufeld (1904-14, basado en esbozos por Neumann) y la Iglesia católica en Grillenberg (parte de Hernstein, distrito de Baden, Baja Austria). Muchas otras propuestas, sin embargo, no fueron implementadas.
El colapso de Austria-Hungría (1918) inició el declive social de Karl Troll. Su socio Stoppel murió ese mismo año y no existen evidencias de cualquier otro proyecto bajo el nombre de Troll. Probablemente abandonó su independencia para convertirse en un mero empleado. Correspondencia posterior entre arquitectos sugiere que vivió muy pobremente.